# Pośrednia Zbójnicka Turnia
Pośrednia Zbójnicka Turnia (słow. Prostredná Zbojnícka veža) – turnia znajdująca się w grani głównej Tatr Wysokich w ich słowackiej części. Pośrednia Zbójnicka Turnia stanowi środkową z trzech Zbójnickich Turni leżących w grani głównej. Od Małej Zbójnickiej Turni na zachodzie oddzielona jest siodłem Niżniej Zbójnickiej Szczerbiny, a od Wielkiej Zbójnickiej Turni na wschodzie oddziela ją Wyżnia Zbójnicka Szczerbina. Pośrednia Zbójnicka Turnia jest wyłączona z ruchu turystycznego, na jej wierzchołek mają wstęp jedynie taternicy.
Pierwszego wejścia turystycznego na wierzchołek Pośredniej Zbójnickiej Turni dokonano 22 sierpnia 1908 roku, a autorami jego byli Mieczysław Świerz i Tadeusz Świerz.